# Placiđiô Bùi Vinh Quý
Placiđiô Bùi Vinh Quý (sinh 1933, tiếng Trung:裴荣贵, tiếng Anh:Placidus Pei Rong-gui) là một giám mục người Trung Quốc của Giáo hội Công giáo Rôma. Ông từng đảm nhiệm nhiệm vụ Giám mục chính tòa Giáo phận Lạc Dương. Thông tin về ông rất ít, năm sinh của ông có thể là 1933 hoặc 1935. Ông được mật phong chức Giám mục cho Lạc Dương năm 2003.